# Hans Langsdorff

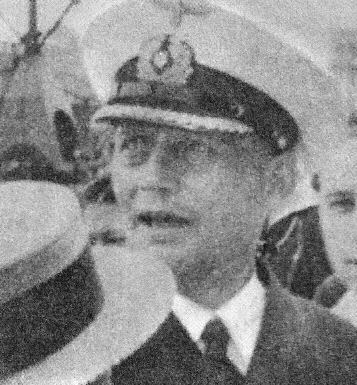
Hans Langsdorff

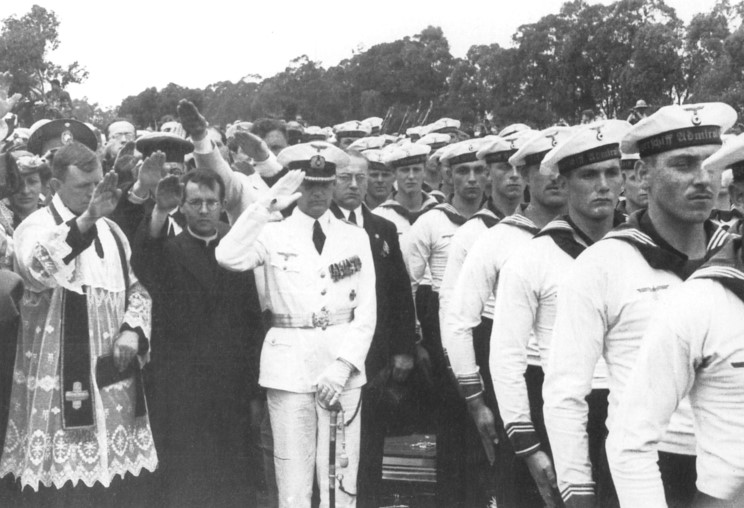
Langsdorff groet op de begrafenis van de gesneuvelden.

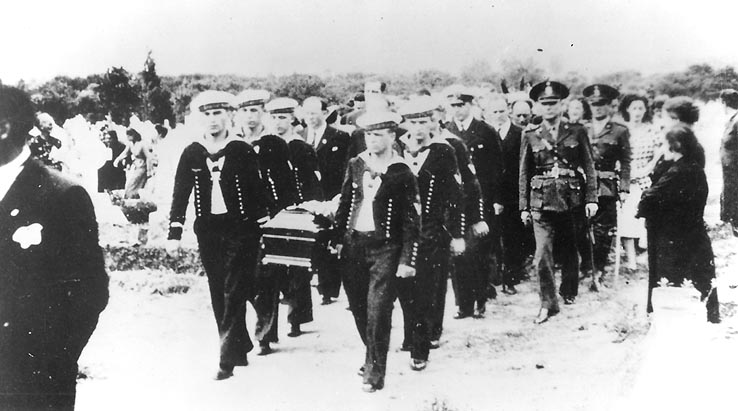
De begrafenis van Langsdorff

Hans Wilhelm Langsdorff (Bergen auf Rügen, 20 maart 1894 – Buenos Aires, 20 december 1939) was een Duits marineofficier die negen Britse vrachtschepen tot zinken bracht, de zeeslag bij de Río de la Plata leverde en zelf zijn schip Admiral Graf Spee tot zinken bracht en zelfmoord pleegde.
Hans Langsdorff was de zoon van een jurist en was voorbestemd om predikant te worden, maar monsterde tegen de zin van zijn ouders aan als cadet bij de Kaiserliche Marine. In de Eerste Wereldoorlog vocht hij als luitenant op de SMS Großer Kurfürst in de Zeeslag bij Jutland. In 1917 was hij commandant van mijnenjagers in de Noordzee.
Na het einde van de Eerste Wereldoorlog ging hij over naar de Reichsmarine en ruimde zeemijnen. Op 1 april 1922 werd hij kapitein luitenant en kreeg hij het bevel over het 3e flottielje torpedojagers. Van 1927 tot 1929 volgde hij opleiding van de admiraalsstaf. Dan werkte hij tot 1935 in het ministerie van oorlog te Berlijn. Op 1 september 1935 werd hij fregatkapitein en kreeg hij het bevel over verkenners. Van 1936 tot 1938 was hij stafchef van Konteradmiral Hermann Boehm in de Spaanse Burgeroorlog. 
Op 1 oktober 1938 kreeg hij het bevel over het vestzakslagschip Admiral Graf Spee. Ondersteund door bevoorradingsschepen bracht hij vanaf 20 september 1939 in de Indische Oceaan en de zuidelijke Atlantische Oceaan negen Britse handelsschepen tot zinken van samen 50.000 registerton. Hij redde eerst de bemanningen, die hij bij zich aan boord nam zodat geen enkel slachtoffer viel. 
Op 13 december 1939 dwong de Britse commodore Henry Harwood hem bij de  monding van de Río de la Plata tot de zeeslag bij de Rio de la Plata met drie kruisers: de Britse HMS Exeter, HMS Ajax en de Nieuw-Zeelandse HMNZS Achilles. Hoewel hij de Britten aanzienlijke schade toebracht, vluchtte hij zelf met zware averij naar de neutrale haven van Montevideo.
Langsdorff vroeg twee weken om zijn schip weer zeewaardig te maken, maar kreeg conform het Verdrag van Den Haag een ultimatum om eerst binnen 24 uur en uiteindelijk binnen 72 uur de neutrale haven te verlaten of anders aan de ketting gelegd te worden.
Om te vermijden dat zijn schip in handen van de Britten zou vallen, en omdat hij geen kans zag om vechtend uit de haven weg te komen, bracht hij zelf de Graf Spee tot zinken om zijn bemanning te sparen. Hij zei: "ik heb liever 1000 levende jonge matrozen dan 1000 dode helden." Hij en zijn bemanning voeren op een vrachtschip naar Buenos Aires. Daar pleegde hij uit eergevoel zelfmoord gewikkeld in de vlag van de keizerlijke Duitse marine. Adolf Hitler betichtte hem van lafheid in het zicht van de vijand. Zijn weduwe kreeg geen vol pensioen. Grootadmiraal Erich Raeder vaardigde een bevel uit: "De Duitse marine vecht met volle inzet tot de laatste granaat en overwint of gaat met wapperende vlag ten onder." De bemanning bleef deels in Argentinië en ontsnapte deels terug naar Duitsland met hulp van de Argentijnen. Nabestaanden leggen nog altijd bloemen op zijn graf omdat hij de levens van de bemanning gespaard had.